# Bluehenge

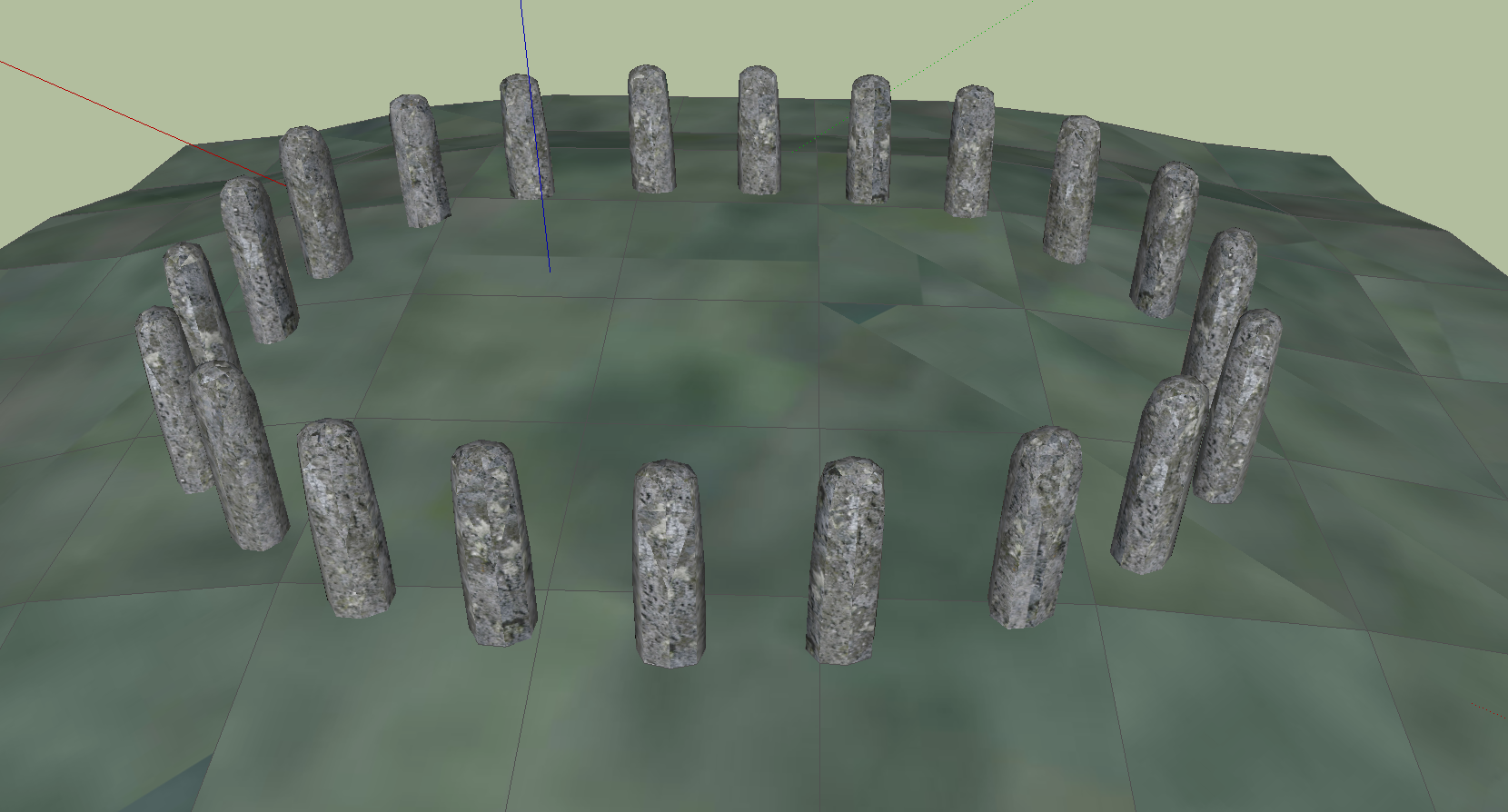
Digitale Rekonstruktion von Bluehenge

Bluehenge (auch Bluestonehenge) ist ein Henge-Monument in der Grafschaft Wiltshire. Die Anlage in Nähe von Amesbury erhielt den Namen „Bluehenge“, weil sie aus 27 Blausteinen (Dolerit) bestand, die, wie einige Steine im 1,5 km entfernten Stonehenge, aus den Preseli-Bergen im Südwesten von Wales stammen sollen. Von dem Steinkreis mit einem Durchmesser von 10 m sind nur noch die Löcher vorhanden, in denen einst die Steine standen. In den Löchern wurden Bruchstücke von Blausteinen gefunden.

## Forschungsgeschichte
Im Rahmen des Stonehenge Riverside Projekts wurden hier im Sommer 2009 von Experten unter der Leitung von Michael Parker Pearson von der University of Sheffield die Überreste eines Steinkreises entdeckt.

## Aufbau
Im Gegensatz zu Stonehenge, das nach der Sonne ausgerichtet ist, fanden sich in Bluehenge weder Anzeichen für eine bestimmte Orientierung, noch für einen Eingang. Die Steine waren von einem Wall mit äußerem Graben umgeben. Die Anlage liegt am Ende der „Stonehenge Avenue“, die Stonehenge mit dem Fluss Avon verband.

## Datierung
Wall und Graben wurden auf etwa 2400 v. Chr. datiert. Pfeilspitzen und Spitzhacken aus Hirschgeweihen, die die Archäologen in den Löchern fanden, lassen vermuten, dass der Steinkreis 500 Jahre älter sein könnte. Das Alter der Geweihreste soll durch weitere Untersuchungen mit Hilfe der Radiokohlenstoffdatierung näher bestimmt werden.

## Interpretation
Die Anlage soll vor 5000 Jahren errichtet worden sein, etwa zur gleichen Zeit wie Stonehenge. Es gibt Anzeichen dafür, dass die Steine im Bluehenge abgebaut und nach Stonehenge transportiert wurden.
Funde wie Keramik, Tierknochen, Speisereste und Werkzeuge aus Feuerstein als Anzeichen für eine Nutzung als Siedlungsplatz fehlen. Die Löcher, die die Steine hinterlassen haben, waren mit Holzkohle gefüllt, nach Parker Pearson ein Hinweis auf Feuerbestattungen. Möglicherweise war Bluehenge eine Station auf dem Weg flussabwärts aus der Siedlung Durrington Walls, dem „Reich der Lebenden“, über Woodhenge in das von den Steinkreisen markierte „Reich der Toten“. Demnach verbrannten die Menschen der Jungsteinzeit ihre Toten in Bluehenge und brachten die Asche anschließend zu ihrer letzten Ruhestätte bei Stonehenge. Die Veröffentlichung genauerer Forschungsergebnisse fand in der Januar/Februar-Ausgabe 2010 des Magazins British archaeology statt. Ein Geweihrest, der auf der Rampe einer der Steingruben gefunden wurde, konnte auf 2469–2286 v. Chr. datiert werden. Er ist nach der Entfernung des Steins weggeworfen worden. Es ist unbekannt, ob die Geweihhacke verwendet wurde, um den Stein zu entfernen, oder ob sie etwas später zum Ausheben eines flachen Grabens in der Spitze des Kreises benutzt wurde. Diese Radiokarbondatierung hat jedoch nachgewiesen, dass ein Stein, und wahrscheinlich der ganzen Kreis, um oder vor diesem Zeitpunkt entfernt wurde.